# 中岡弥高
中岡 弥高（なかおか やたか、1882年（明治15年）1月1日 - 1975年（昭和50年）1月21日）は、日本の陸軍軍人、政治家。最終階級は陸軍中将。

## 経歴
岡山県出身。中岡黙陸軍少将の長男として東京で生れる。岡山中学、陸軍幼年学校を経て、1901年（明治34年）11月、陸軍士官学校（13期）を卒業。翌年6月、砲兵少尉に任官し野砲兵第1連隊付となる。1907年（明治40年）12月、陸軍砲工学校高等科を卒業。陸士教官などを経て、1912年（大正元年）11月、陸軍大学校（24期）を卒業した。
1912年12月、野砲兵第17連隊中隊長となり、参謀本部付、参謀本部員、フランス留学、イタリア軍従軍などを歴任。1916年（大正5年）4月、砲兵少佐に昇進。1917年（大正6年）4月、陸大教官を兼務。その後、近衛師団参謀、第5師団参謀を歴任し。1920年（大正9年）1月、砲兵中佐に進級し浦塩派遣軍司令部付となりシベリア出兵に従軍。さらに同軍広報部長を務めた。
1922年（大正11年）8月、砲工学校教官に転じ、1923年（大正12年）8月、砲兵大佐に昇進し野戦重砲兵第7連隊長に就任。1924年（大正13年）8月、参謀本部戦史課長に異動し、東京警備参謀長、フランス大使館付武官を歴任。1928年（昭和3年）8月、陸軍少将に進級。1931年（昭和6年）6月、参謀本部付となり、野戦重砲兵第1旅団長を経て下関要塞司令官に就任し、1932年（昭和7年）12月、陸軍中将に進んだ。1933年（昭和8年）8月、砲工学校長に転じ、1935年（昭和10年）3月に予備役編入となった。
1937年（昭和12年）8月に召集され留守第16師団長に就任。1939年（昭和14年）8月、召集解除となり、翌月、皇戦会理事長に就任。1942年（昭和17年）6月から10月まで、東京市会議長を務めた。
戦後は公職追放となった。

## 著書
- 『黒溝台会戦に於ける第八師団』偕行社、1929年。
- 『皇国臣民の責務』日本問題研究所、1940年。
- 『軍内の閥と士風』[1]